# 光学スリット

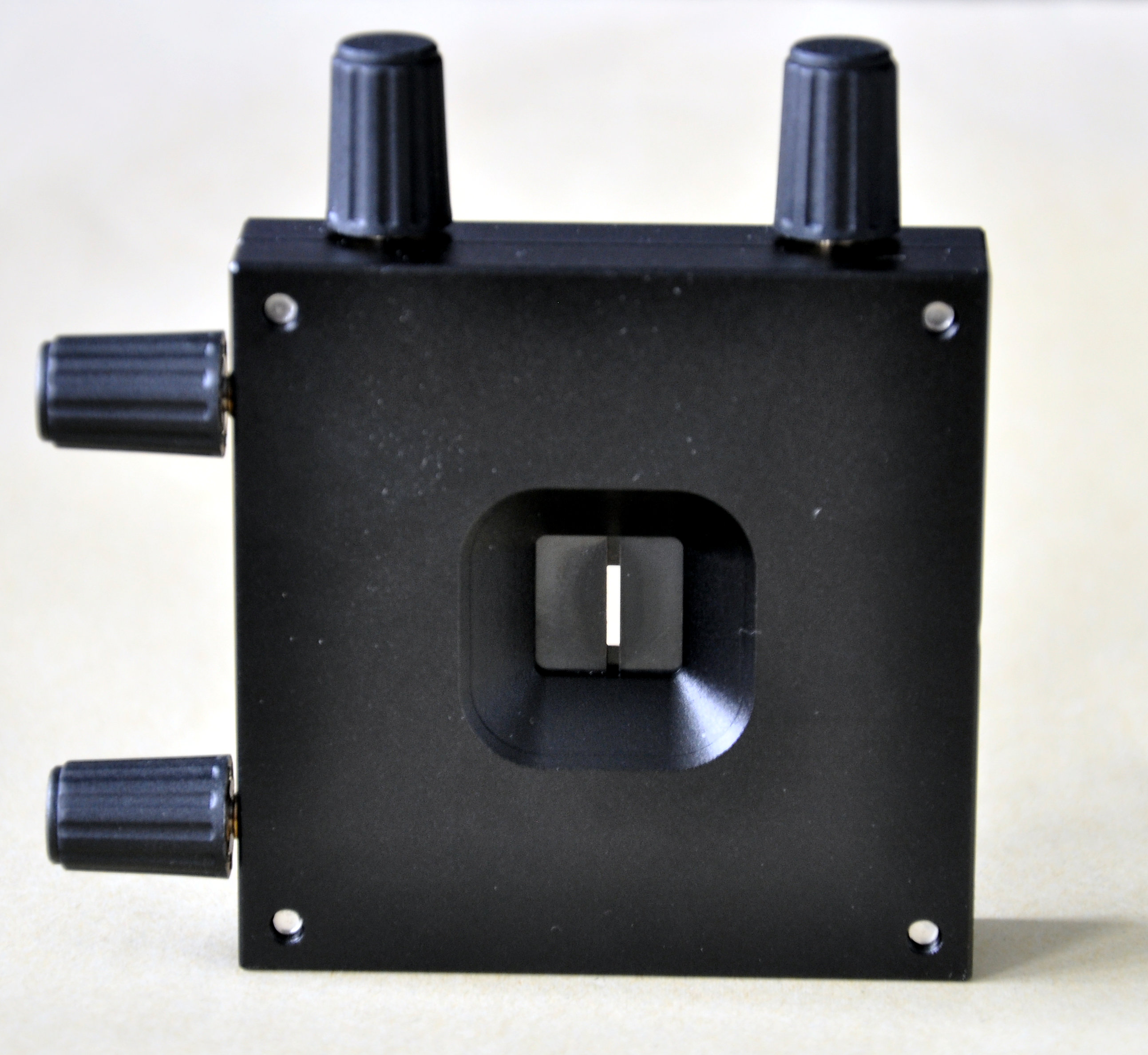
（x方向とy方向の）4本のネジによって調節可能な光学実験セットアップ用の典型的な矩形の光学スリット

光学スリット（こうがくスリット）とは、細い矩形の絞りのこと。光学機器に用いられる光学素子の一つ。

## 構造
スリット幅に対して、スリット板の厚さが大きいと、実質的なスリット幅が小さくなってしまう。またスリットの端で光散乱も起きる。よって幅が小さいスリットでは、厚さを小さくするために、スリットが刃状になっている。

## 種類
- スリット幅固定スリット
- スリット幅可変スリット

## 用途
- 光や電子などの波動をスリットに入射させると回折が生じる。詳細はヤングの実験、二重スリット実験を参照。
- 光の強度が強すぎる場合、絞りとしてスリットを用いる。
- モノクロメーターでは、回折格子やプリズムで分散させた光から特定の波長の光のみを取り出すとき、分散素子の後に出口スリットを設置する。